# Heterophyllium nematosum
Heterophyllium nematosum är en bladmossart som beskrevs av Brotherus 1925. Heterophyllium nematosum ingår i släktet Heterophyllium och familjen Sematophyllaceae. Inga underarter finns listade i Catalogue of Life.